# 龟塔
龟塔为一座多层尖顶四角的小塔，位于越南河内还剑湖中的龟丘岛上，塔樓結合了歐式建築風格，下層有兩層哥特式捲簾，但弧形屋頂保留傳統的越南建築風格，法式建築和土著建築兩種建築風格的相互干擾，造就了龜塔獨特而別緻的美感。被视为河内人乃至越南人的精神象征。

## 历史

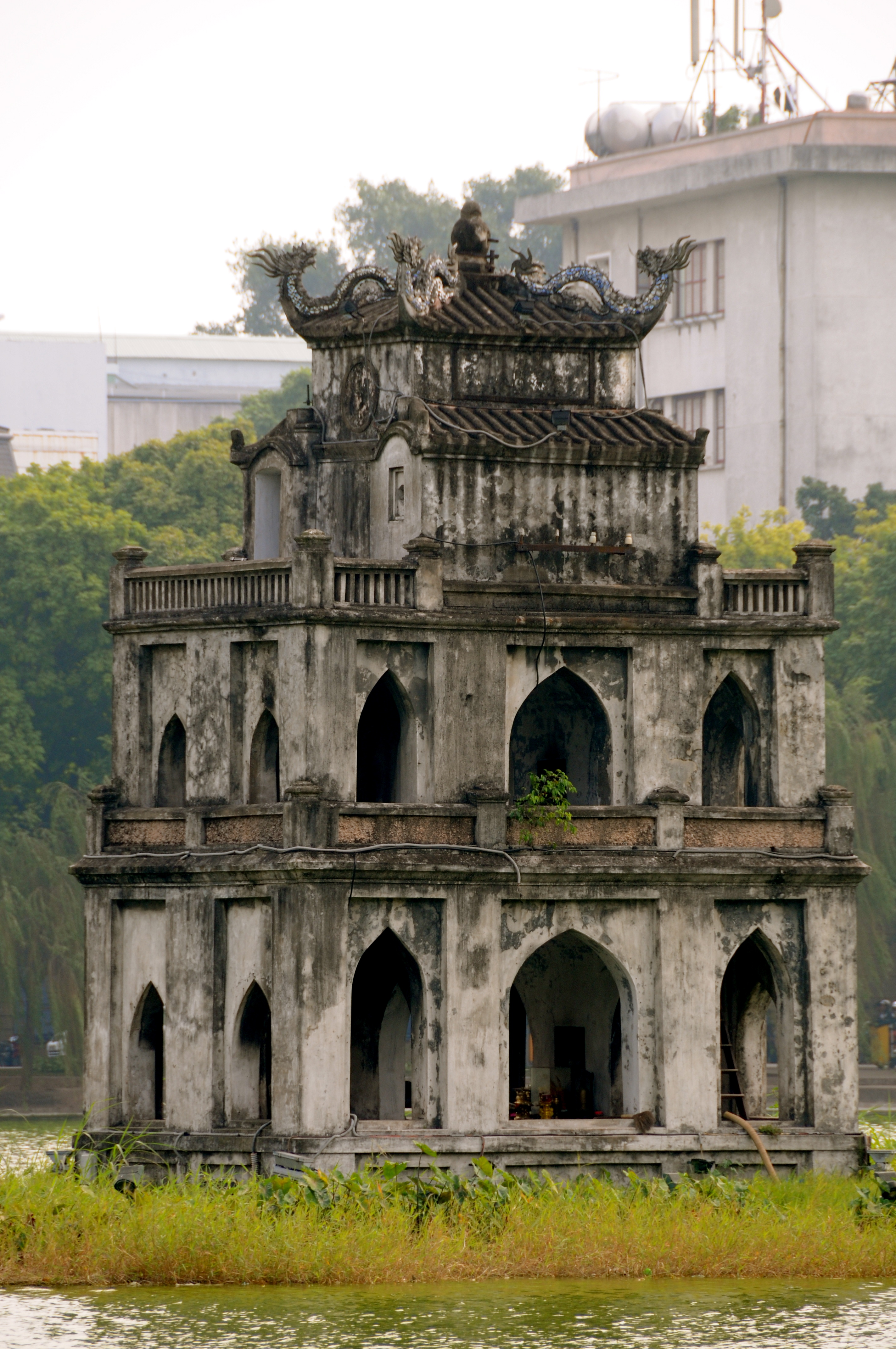
龟塔

龟塔建于还剑湖中的龟丘岛，黎聖宗在位时系钓鱼地点。 在后黎朝（17和18世纪），在小岛上建有寺庙，在阮朝时期消失。
1890年，在越南法國殖民時期，法國人在塔頂豎立了一座微型自由女神像。人們諷刺地稱之為连衣裙雕像（tượng Đầm Xòe）。1945年，當法國政權被當越南政府總理陳仲金推翻後，越南政府拆除了這座雕像。

## 外部連結
维基共享资源上的相關多媒體資源：龟塔
- Hồ Hoàn Kiếm
- Tháp Rùa nhìn từ vệ tinh